# Kościół Najświętszego Serca Pana Jezusa w Jeleniewie
Kościół Najświętszego Serca Pana Jezusa w Jeleniewie – rzymskokatolicki kościół parafialny znajdujący się w dawnym mieście, obecnie wsi Jeleniewo, w województwie podlaskim. Należy do dekanatu Suwałki – Miłosierdzia Bożego diecezji ełckiej.

## Historia i architektura
Jest to świątynia drewniana wzniesiona w 1878. W dniu 7 czerwca 1899 została poświęcona przez biskupa Antoniego Baranowskiego. Ostatnio budowla została gruntownie wyremontowana. Wymieniono dach – na nowy z wiór, wymieniono okna w świątyni, wymieniono całe oszalowanie wewnątrz – na sklepieniu i ścianach, założono nowe deskowanie, wymieniono starą zniszczoną posadzkę i założono nową, sładającą się z desek dębowych. Ołtarz główny oraz konfesjonały reprezentują styl rokokowy i pochodzą z rozebranego kościoła w Magdalenowie koło Wigier. We wnętrzu można zobaczyć zabytkowe obrazy z połowy XIX stulecia oraz zabytkowe stacje drogi krzyżowej również z XIX wieku. Na strychu świątyni mieści się, największa w Polsce, kolonia nielicznego nietoperza nocka łydkowłosego (dla którego powstał obszar Natura 2000).

## Galeria

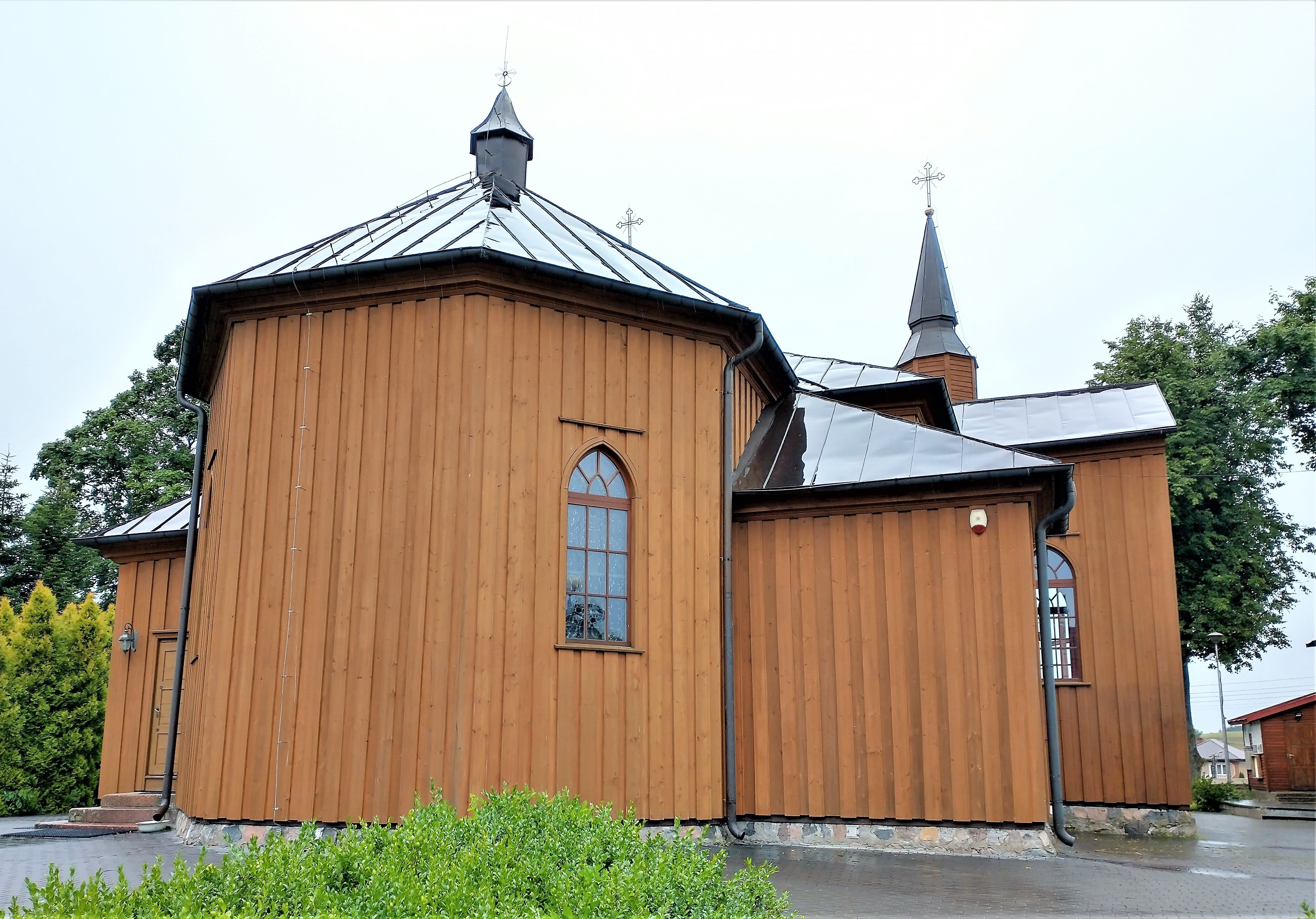
Widok od prezbiterium
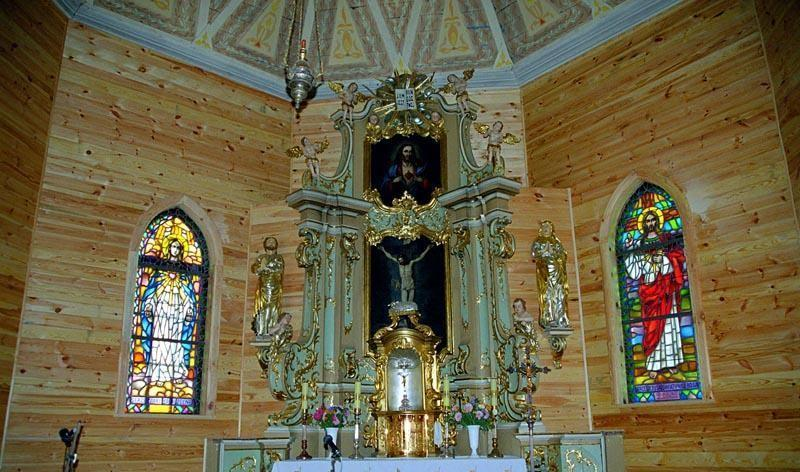
Wnętrze i ołtarz
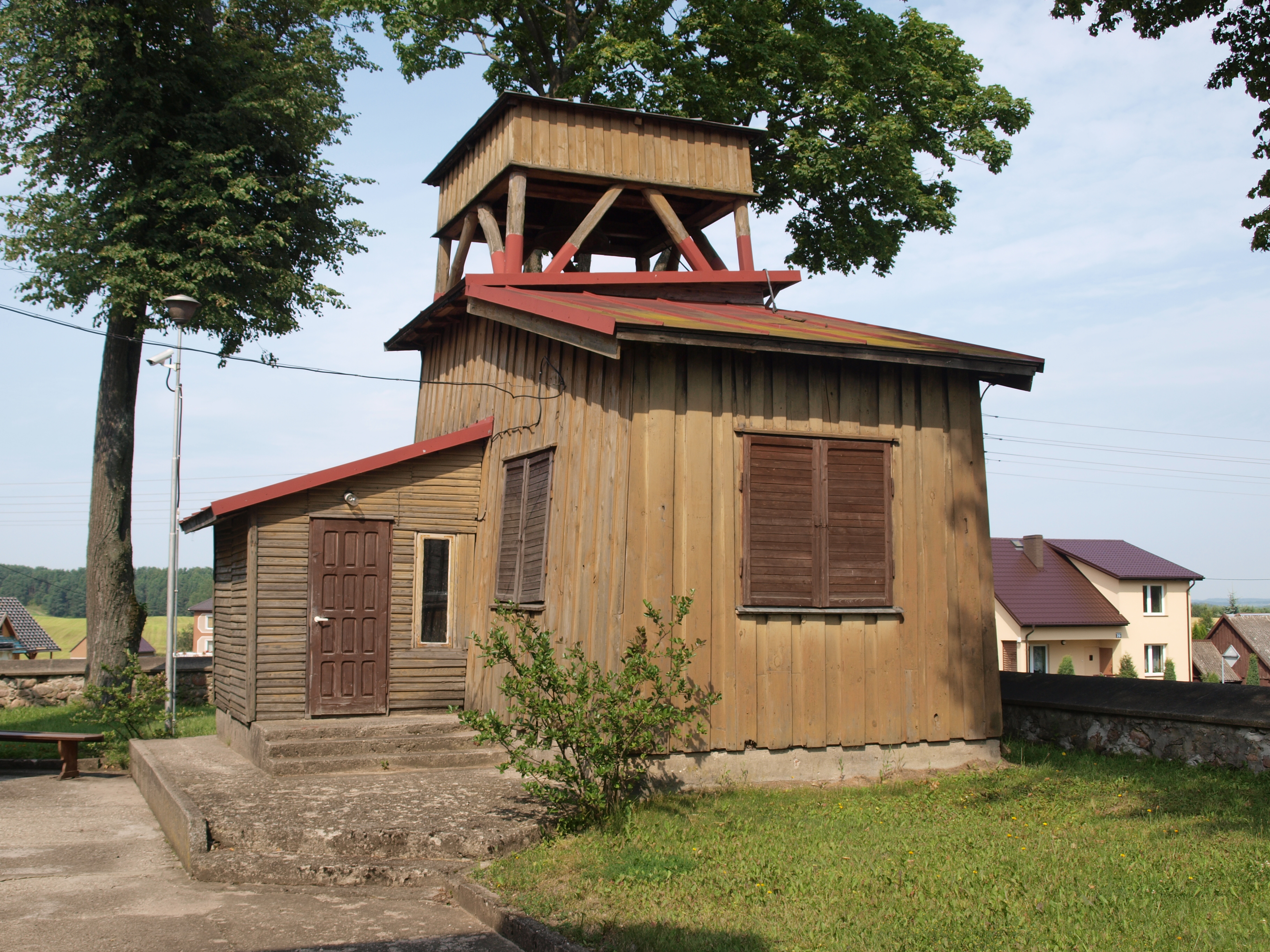
Dzwonnica